# VT100
VT100 je videoterminál, který společnost Digital Equipment Corporation (DEC) představila v srpnu 1978. Byl to jeden z prvních terminálů, který podporoval ANSI escape kódy pro ovládání kurzoru a další funkce a přidal řadu rozšířených kódů pro speciální funkce, jako je ovládání stavových kontrolek na klávesnici. To vedlo k rychlému rozšíření standardu ANSI, který se stal de facto standardem pro hardwarové videoterminály a později i pro emulátory terminálů.
Řada VT100, především typ VT102, byla na trhu velmi úspěšná a díky ní se v té době společnost DEC stala vedoucím výrobcem terminálů. Po roce 1983 byla řada VT100 nahrazena řadou VT200, která byla stejně úspěšná. Nakonec se prodalo více než šest milionů terminálů řady VT, a to především na základě úspěchu VT100.